# Tutino
Tutino is een plaats (frazione) in de Italiaanse gemeente Tricase.